# 고지마 게이타쓰
고지마 게이타쓰(일본어: 小島 圭巽, 2001년 6월 21일~)는 일본의 축구 선수이다.

## 구단 경력
그는 2019년 J3리그의 로아소 구마모토에 입단했다. 2022년 일본 지역 리그의 오코시야스 교토 AC로 이적했다.